# اوت‌فست
اَوت‌فست (به انگلیسی: Outfest) جشنواره فیلم مرتبط با دگرباشی جنسی است که همه‌ساله در اواسط ژوئیه در شهر لس آنجلس، کالیفرنیا برگزار می‌شود. اوت‌فست در سال ۱۹۸۲ با نام «همایش و جشنوارهٔ رسانه‌های زنان و مردان همجنس‌گرا» بنیان گذارده شد. نام این جشنواره در سال ۱۹۹۴ به اوت‌فست تغییر یافت. کمک به شناخته شدن فیلم‌سازان جوان از اهداف برگزاری این جشنواره بوده‌است.
اوت‌فست هر ساله هزاران نفر را برای تماشای فیلم به خود جذب می‌کند. در سال ۲۰۱۲ و در سی‌امین سالگرد این جشنواره بیش از ۲۰۰ فیلم از سرتاسر جهان در آن به نمایش درآمد. سی و دومین دورهٔ این جشنواره از ۱۰ تا ۲۰ ژوئیهٔ ۲۰۱۴ با حدود ۱۷۵ فیلم از ۲۸ کشور جهان برگزار گردید.